# Duke Energy
Duke Energy ist ein Energieanbieter aus den Vereinigten Staaten mit Firmensitz in Charlotte, North Carolina. Das Unternehmen ist im Aktienindex S&P 500 und im Dow Jones Utility Average gelistet.
Duke Energy ist in den Vereinigten Staaten tätig, wo es in sieben Bundesstaaten elektrische Energie liefert, und in Kanada. Seine in Lateinamerika tätigen Tochtergesellschaften verkaufte Duke Energy im Jahre 2016 an die Kapitalbeteiligungsgesellschaft I Squared Capital.

## Geschichte
Das Unternehmen Catawba Power Company entstand 1900, als Walker Gill Wylie und sein Bruder ein Kraftwerk bei India Hook Shoals am Catawba-Fluss bauten. James Buchanan Duke erweiterte in den 1920er den Konzern.

## Übernahmen
2005 erwarb Duke Energy den US-amerikanischen Energieanbieter Cinergy.
Im Jahr 2012 übernahm Duke Energy seinen Konkurrenten Progress Energy. Als Kaufpreis erhielten die Progress-Aktionäre Duke-Aktien im Wert von 13,7 Mrd. Dollar, ebenso übernahm Duke Schulden in Höhe von 12,2 Mrd. Dollar.
In Peru war Duke Energy bis zum Dezember 2016 der Mehrheitseigentümer der Unternehmens Orazul Energy Egenor, das die beiden großen Wasserkraftwerke Cañón del Pato (im Departamento Ancash) und Carhuaquero (im Departamento Cajamarca) betreibt.

## Gewässerverschmutzung
Seit 2010 verstieß Duke Energy im US-Bundesstaat North Carolina wiederholt gegen Gewässerschutzbestimmungen im Zusammenhang mit dem Betrieb ihrer Kohlekraftwerke in  Eden, Moncure, Asheville,  Goldsboro und Mount Holly. Wiederholt trat mit Schwermetallen wie Arsen, Selen, Chrom und Kupfer belasteter Schlamm aus Deponien für  Kohleasche und -schlacke aus.
So unterließ es die Firma in Moncure zwei Jahre lang, eine seit 2011 bekannte Leckage an einem Drainage-Rohr zu reparieren. Bei Asheville leitete Duke Energy Abwasser in den French Broad River. Im Februar 2014 kam es in einer Deponie am Dan River zu einem Störfall. Kontaminierter Schlamm verseuchte den Fluss auf über 100 km Länge. Duke Energy hatte es trotz Warnungen von Mitarbeitern versäumt, Drainage-Rohre ausreichend zu überwachen und instand zu halten.
Im Mai 2015 bekannte sich Duke Energy in diesen drei und sechs weiteren Fällen schuldig, gegen Gewässerschutzbestimmungen verstoßen zu haben. Die Firma wurde zu Geldstrafen in Höhe von insgesamt 102 Mio. US-Dollar verurteilt – die höchste im US-Bundesstaat North Carolina jemals ausgesprochene Geldstrafe für eine Straftat.

## Auszeichnungen
Im Jahre 1995 gewann das Unternehmen den Edison-Preis für die beste Energieversorgung in den USA.